# USS Florida (SSGN-728)
El USS Florida (SSGN-728) es el tercer submarino de la clase Ohio y el sexto navío de la Armada de los Estados Unidos llamado Florida. El Florida entró en servicio con la designación de casco SSBN-728 y con la conversión a submarino nuclear de misiles de crucero ha recibido la designación SSGN-728.

## Historial operativo

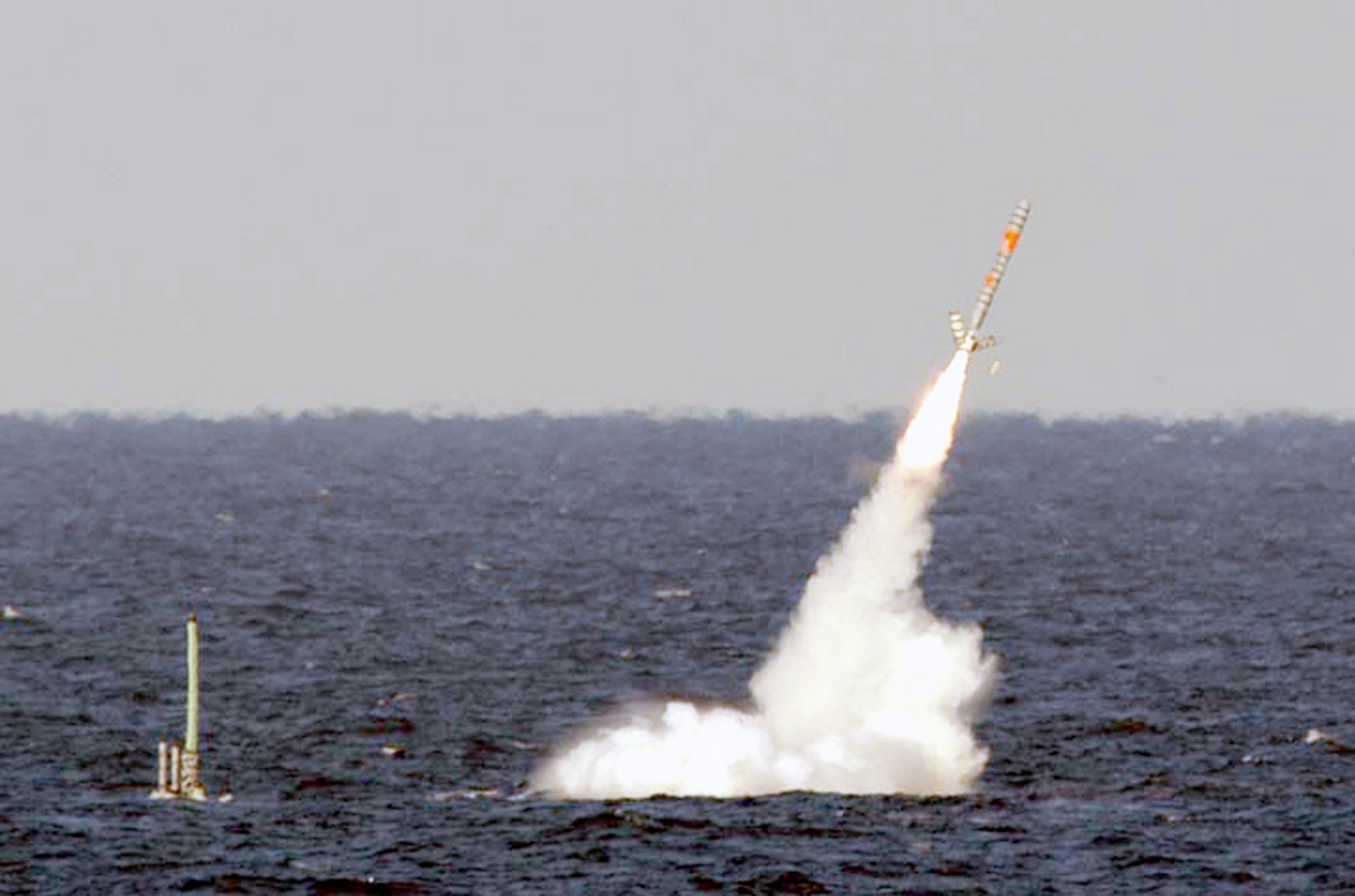
El USS Florida lanzando un misil Tomahawk en el año 2003.

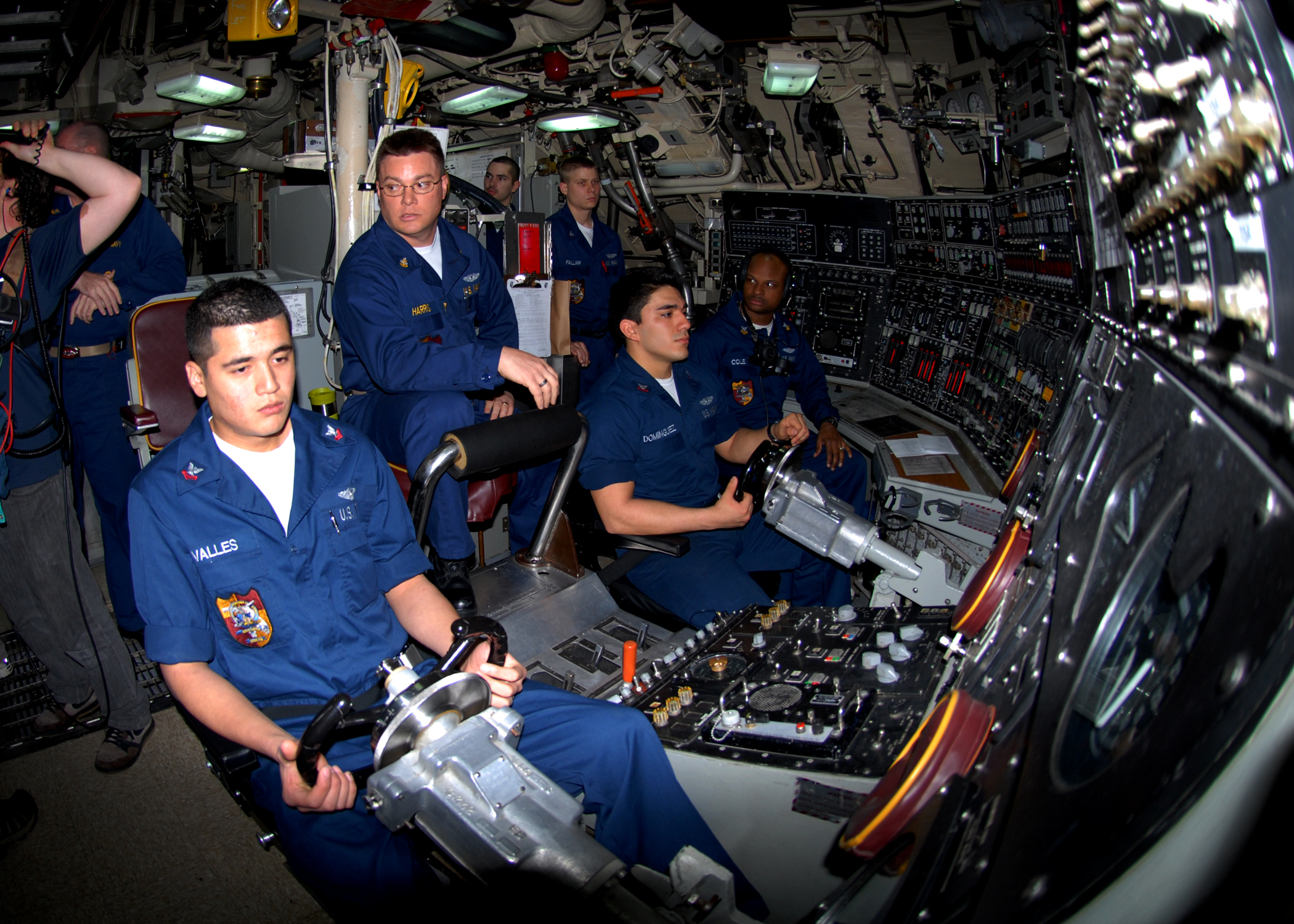
Puente de mando del USS Florida, año 2010.

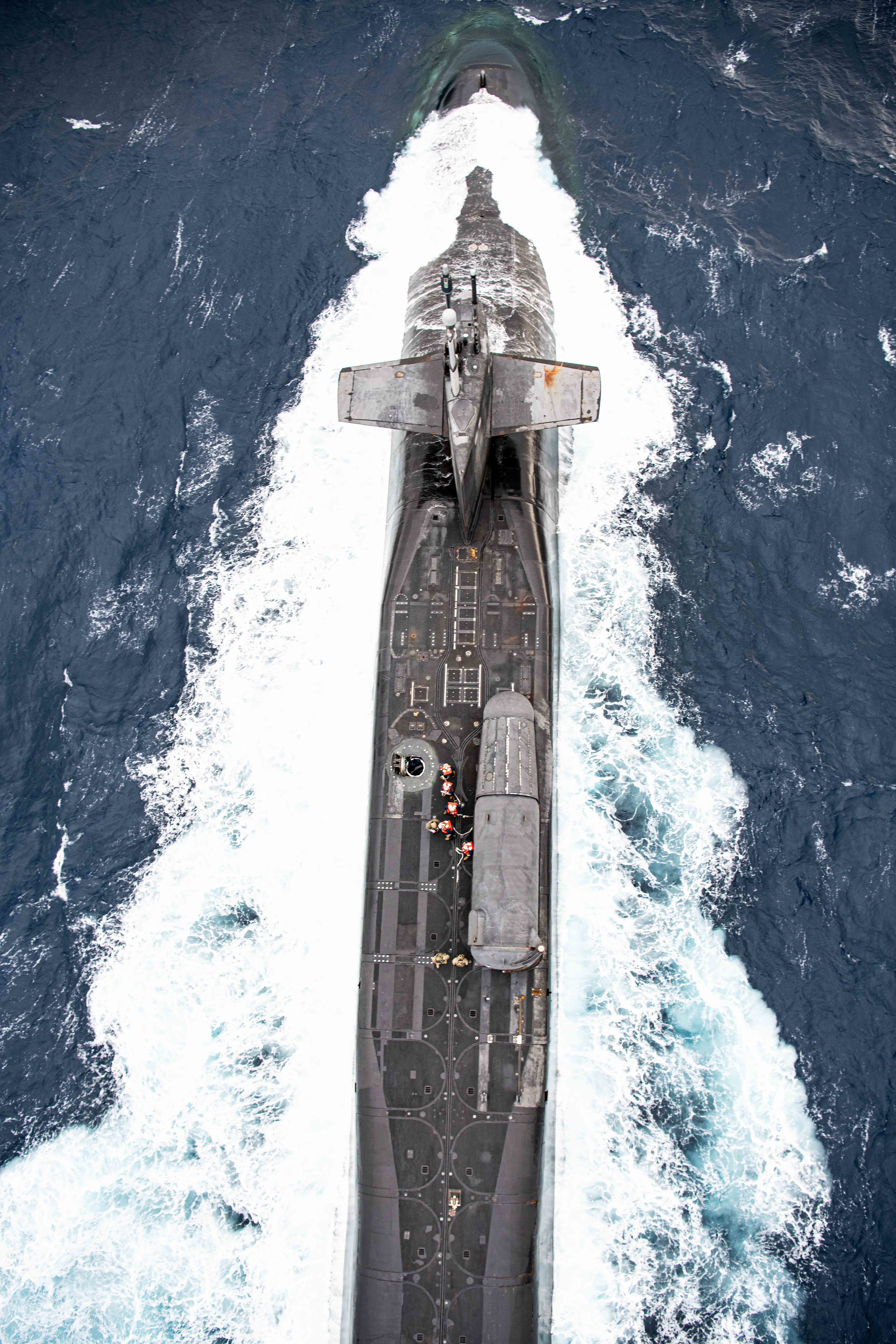
Vista aérea del USS Florida durante un ejercicio de interoperabilidad de fuerzas de operaciones especiales, año 2023.

El contrato de construcción se firmó con General Dynamics Electric Boat en Groton, Connecticut el 28 de febrero de 1975 y su quilla se colocó en el Bicentenario de los Estados Unidos, el 4 de julio de 1976. El submarino no tuvo nombre en la ceremonia de colocación de quilla. El secretario de la Armada dio nombre al submarino el 19 de enero de 1981.
La tripulación inicial formó la unidad de preactivación el 8 de julio de 1980. Los primeros guardias de a bordo fueron embarcados el 14 de febrero de 1981 para apoyar la transferencia de los sistemas de ingeniería de control operacionales a la fuerza de control del navío.
El Florida fue botado el 14 de noviembre de 1981 y amadrinado por la Sra. Jarcia M. Carlucci. Su reactor se activó el 13 de noviembre de 1982. La tripulación embarcó el 21 de enero de 1983. El Florida inició las pruebas el 21 de febrero de 1983 y fue entregado a la Armada el 17 de mayo de 1983, 43 días antes de lo planeado. El Florida entró en servicio el 18 de junio de 1983, con el capitán William L. Powell al mando de la tripulación azul y el capitán G.R. Sterner al mando de la tripulación dorada.
Ambas tripulaciones completaron exitosamente las operaciones de demostración y el viaje de pruebas, cada una culminada con el lanzamiento exitoso de un misil Trident I. El Florida transitó por el Canal de Panamá y llegó a Bangor, Washington el 25 de marzo de 1984. Completó su primera patrulla estratégica disuasoria el 25 de julio de 1984. En noviembre de 1994, el Florida había completado 38 patrullas estratégicas disuasorias. En 1991 ganó el trofeo Marjorie Sterrett Battleship Fund Award. 
El Florida completó su última y sexagésima primera patrulla en septiembre de 2002, marcando el fin de una era iniciada en 1984; el Florida fue emplazado en la reserva el 1 de octubre de 2002 con motivo de su conversión. Después de retirar los misiles Trident I inició el viaje a la costa atlántica, llegando a Norfolk en diciembre del 2002. En enero de 2003 realizó un experimento de lanzamiento de misiles Tomahawk para demostrar la eficacia del concepto del submarino nuclear de misiles de cruceros en el golfo de México frente a la costa occidental de Florida, lanzando con éxito dos misiles Tomahawk. Fue el primer submarino de la clase Ohio en lanzar dicho misil el 14 de enero de 2003. Un segundo lanzamiento se realizó el 16 de enero.
El Florida entró en el astillero de Norfolk el 27 de junio de 2003 para someterse a un repostaje y a la conversión de submarino nuclear estratégico (SSBN) a submarino nuclear de misiles de crucero (SSGN). La conversión se inició en abril de 2004, completándose la conversión el 25 de marzo de 2006 y está alojado en Kings Bay; el submarino llegó a la base el 11 de abril. El 25 de mayo de 2006 se celebró en Mayport, Florida, la ceremonia de reactivación del Florida como submarino nuclear de misiles de crucero (SSGN).
EL USS Florida fue enviado al Golfo Pérsico en otoño de 2023, durante la Guerra Israel-Gaza de 2023. A principios de ese año, en abril, la Armada informó que el Florida era uno de los dos SSGN de la clase Ohio, que cruzaban el Canal de Suez hacia el Mar Rojo, mientras operaban en el Oriente Medio.
El 12 de enero de 2024, aviones del portaviones Dwight D. Eisenhower participaron en los ataques con misiles de 2024 en Yemen contra los rebeldes hutíes. Los misiles de crucero BGM-109 Tomahawk fueron disparados por el crucero Philippine Sea, así como por los destructores Mason, Gravely y el submarino Florida.